# 器官系統
器官系统（organ system）是由一组器官组成的“生物系統”（biological system），这些器官协同工作以执行一项或多项功能（生理作用）。每个器官在植物或动物体内都有特化的作用，并且由不同的组织组成。在人体，器官系统又稱“身體系統”（body system）。

## 人類器官系統
人體的系統是由若干個具有共同之功能的器官構成，主要包括皮膚系統、肌肉系統、神經系統、骨骼系統、呼吸系統、消化系統、泌尿系統、生殖系統、淋巴系統、心血管系統（循環）、內分泌系統等11個器官系統。
人體的系統依功能分類，可分為下列幾個重要的系統：
- 表皮系統（integumentary system）：皮膚、頭髮、指甲。
- 肌肉系統（muscular system）：指身體的所有肌肉組織，包括骨骼肌、平滑肌和心肌，它參與動作的產生，維持姿勢及產生熱量。
- 神經系統（nervous system）：主要由腦和神經所組成，收集身體各部分傳來的訊息，並傳遞給相關的部位；再概分為運動次系統（亞系統）、感覺次系統。
- 骨骼系統（skeletal system）：人類的骨骼系統屬於內骨骼，在體內支撐身體，也有製造血球的作用。
- 循環系統（circulatory system）又名「心血管系統」（cardiovascular system）：包含心臟、血液循環相關器官和血球。
- 呼吸系統（respiratory system）：由和呼吸相關的器官所組成，例如肺。
- 消化系統（digestive system）：包含口腔、胃、腸等處理食物的器官。
- 泌尿系統（urinary system）：由腎臟和膀胱等相關形成尿液的器官所組成。
- 生殖系統（reproductive system）：由性器官組成。
- 內分泌系統（endocrine system）：由荷爾蒙相關的器官所組成。
- 免疫系統（immune system）：骨髓、脾臟、淋巴結、扁桃體、小腸集合淋巴結、闌尾、胸腺。
- 淋巴系統（lymphatic system）：分布於脊椎動物全身，與免疫系統部分重疊。
- 有時也特別分出排泄系統（英语：Excretory system）（excretory system）：為泌尿、消化、表皮、呼吸等系統內的一部分。